# Delfinidin
A delfinidin egy antocianidin, általánosan egy növényi pigment, és egy antioxidáns. A delfinidin adja a violák és a delphiniumok kedvelt kék árnyalatát. Szintén ez a vegyület felelős a szőlő kékes-vöröses színéért  például a Cabernet Sauvignon színét is ez a vegyület adja, és megtalálható az áfonyákban és a Concord szőlőkben valamint a gránátalmákban is.
A delfinidin, mint más antocianidin is pH-érzékeny, és a kék, lúgos oldatból vörös, savas oldatba változik.

## Fordítás
- Ez a szócikk részben vagy egészben  a   Delphinidin című angol Wikipédia-szócikk fordításán alapul.  Az eredeti cikk szerkesztőit annak laptörténete sorolja fel. Ez a jelzés csupán a megfogalmazás eredetét és a szerzői jogokat jelzi, nem szolgál a cikkben szereplő információk forrásmegjelöléseként.